# جوك (صورة نمطية)

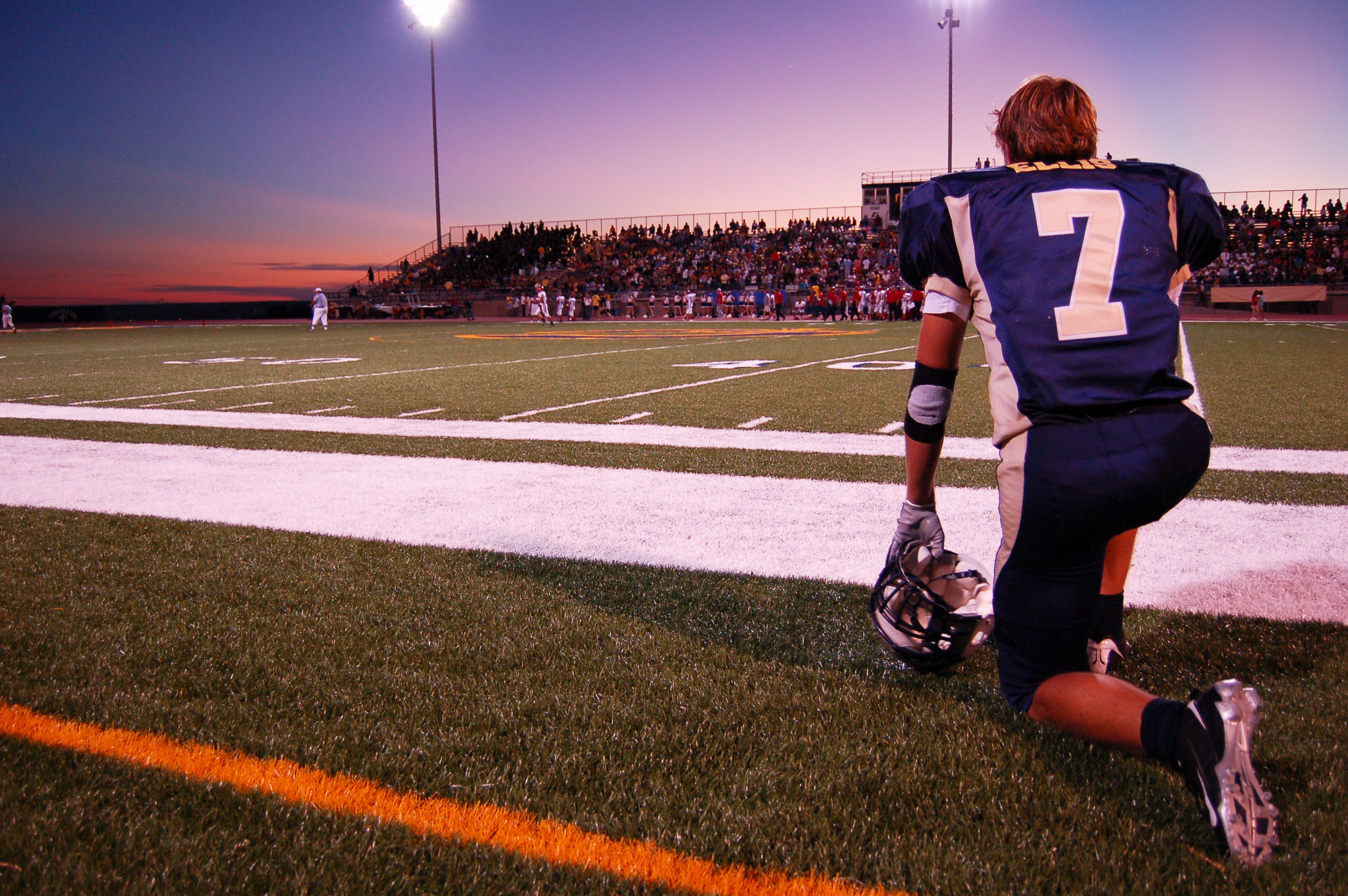

في الولايات المتحدة وكندا، يعد مصطلح جوك (بالإنجليزية: Jock)‏ صورة نمطية عن رياضي، أو شخص مهتم في المقام الأول بالرياضة والثقافة الرياضية، ولا يهتم كثيرا بالثقافة الفكرية. ويعزى عموما إلى المدارس الثانوية والكليات للذكور المشاركين في ألعاب القوى الذين يشكلون ثقافة الشباب الفرعية المتميزة، ويمكن اعتبارمصطلح الجوك مرادفاً للرياضي. وعادة ما يتم تقديم الـجوكس كممارسين للرياضات الجماعية مثل: كرة القدم وكرة السلة والبيسبول والهوكي.

## منشأ
يرجع استخدام مصطلح «جوك» للإشارة للرجل الرياضي إلى العام 1963، ويُعتقد أنها مشتقة من كلمة «حزام رياضي»، وهو عبارة عن لباس داخلي يرتدي لدعم وحماية الأعضاء التناسلية الذكرية أثناء ممارسة الرياضة. وكثيرا ما تتناقض صورة اللاعب (جوك) مع صورة نمطية أخرى وهي المهووسين، وهذا الانقسام هو موضوع في العديد من الأفلام والبرامج التلفزيونية والكتب الأمريكية، وفي المملكة المتحدة مصطلح «جوك» هو مصطلح نمطي ليس بالضرورة أن يكون مهين بالنسبة للإسكتلندي.

## صفات
صفات الصورة النمطية (جوك):
- عدواني، متغطرس، لئيم، غبي، أناني.[6]
- يمتلك العضلات، طويل القامة.[6]
- لا يبكي أو يُظهر ضعفًا أو خوفًا.[7]
- يخشى أن يعانق أو يمسك صديقًا طويلًا جدًا.[7]

## التصوير في وسائل الإعلام
غالبا ما تكون الصورة النمطية (جوك) موجودة في الكتب والأفلام والبرامج التلفزيونية التي تتضمن المدرسة الثانوية والكليات، فالصورة النمطية هي الأكثر انتشارا في أفلام اللمراهقين.وتمتد الصورة النمطية إلى ما هو أبعد من الفئة العمرية في المدارس الثانوية، وتتحول إلى وسائل إعلام مخصصة للجماهير الأصغر سناً.
وتستخدم وسائل الإعلام خصائص الصورة النمطية للرياضيين في تصوير الشخصيات في الأفلام وعادةً ما تكون الشخصية غير ذكية ولكنها شخصية اجتماعية تمتلك الموهية الجسدية.

### شخصيات جوك في وسائل الإعلام
| العنوان              | دور            | ممثل          |
| -------------------- | -------------- | ------------- |
| جون تاكر يجب أن يموت | جون توكر       | جيسي متكالف   |
| هي الرجل             | دوك اورسينو    | تشانينغ تيتوم |
| الذئب المراهق        | جاكسون وايتمور | كولتون هاينز  |
| داف                  | ويزلي رش       | روبي أميل     |

## تعليم وألعاب قوى
التصور العام بأن الرياضيين غير أذكياء مستمد من فكرة أن النجاح الرياضي والأكاديمي يستبعد أحدهما الآخر، ففي عام 1990م كان العديد من الباحثين مهتمين فيما يتعلق بتأثير الأنشطة اللامنهجية وألعاب القوى بشكل خاص على التعليم وفقًا لما يسمى «نموذج الصفر صفر»، حيث يتنافس التعليم والمناهج الدراسية على وقت الطالب ومع ذلك، تقدم الدراسات اللاحقة دليلًا قويًا على أن الأنشطة الرياضية أو الثقافية اللامنهجية في المدرسة ستزيد من الحضور المدرسي، والثقة بالنفس، وحضور الكلية ولكنها ستقلل الأداء في الاختبار الموحد.
وعلى الرغم من حقيقة أن العديد من المدارس تجعل الرياضة تطوعاً، إلا أنها وضعت شروطا تتطلب من الطلاب الرياضيين الحفاظ على الحد الأدنى من الدرجة الأكاديمية من أجل الحفاظ على منحهم الدراسية، وتقوم العديد من المدارس بتوظيف طلابها في فرقها الرياضية، ولكنها تتطلب من الطالب الحفاظ على متوسط معين من نقاط الدرجات (GPA) من أجل تجديد المنحة الدراسية، وبالنسبة للعديد من الرياضيين الشباب، هذا أمر ضروري لهم لأنهم لا يستطيعون تحمل تكاليف التعليم العالي بمفردهم؛ لذلك يوازنون مابين الدراسة وألعاب الرياضة ليظلوا مؤهلين لمتطلبات رياضتهم.
وعلى مستوى الكلية في الولايات المتحدة لدى الرابطة الوطنية لرياضة الجامعات بعض المتطلبات التعليمية التي يجب أن يحققها طلاب المدارس الثانوية للعب في القسم الأول، ولكي يكونوا مؤهلين للحصول على منحة دراسية، حيث تتطلب أن يتم إكمال 16 دورة أساسية في المدارس الثانوية من قبل الطالب الرياضي، يجب أن تكون 7 منها إما الرياضيات أو العلوم أو اللغة الإنجليزية، ويجب الانتهاء من 10 من هذه الفصول الـ 16 قبل السنة العليا من المدرسة الثانوية وقد نوقشت هذه المتطلبات لسنوات.